# Isaiah Berlin
Sir Isaiah Berlin OM CBE FBA (6 tháng 6 năm 1909 - 5 tháng 11 năm 1997) là một nhà lý luận xã hội và chính trị, triết gia và nhà sử học về ý tưởng người Anh. Mặc dù ông ngày càng ác cảm với việc viết để xuất bản, đôi khi các bài giảng và bài nói ngẫu hứng của ông đã được ghi lại và phiên âm, và nhiều bài giảng của ông đã được chính ông và những người khác, đặc biệt là biên tập viên chính của ông từ năm 1974, Henry Hardy, chuyển đổi thành các bài tiểu luận và sách xuất bản.
Sinh ra ở Riga (nay là thủ đô của Latvia, sau đó là một phần của đế quốc Nga) vào năm 1909, Berlin chuyển đến Petrograd, Nga, lúc 6 tuổi, nơi ông chứng kiến các cuộc cách mạng năm 1917. Năm 1921, gia đình Berlin chuyển đến Vương quốc Anh và ông được giáo dục tại Trường St Paul, London và Corpus Christi College, Oxford. Năm 1932, ở tuổi hai mươi ba, Berlin đã được tặng học bổng giải thưởng tại All Souls College, Oxford. Ngoài sản phẩm phong phú của riêng mình, ông đã dịch các tác phẩm của Ivan Turgenev từ tiếng Nga sang tiếng Anh và, trong Thế chiến II, làm việc cho Dịch vụ Ngoại giao Anh. Từ 1957 đến 1967, ông là giáo sư lý thuyết chính trị và xã hội của Chichele tại Đại học Oxford. Ông là chủ tịch của Hiệp hội Aristoteles từ 1963 đến 1964. Năm 1966, ông đóng vai trò quan trọng trong việc tạo ra Wolfson College, Oxford và trở thành Chủ tịch sáng lập. Berlin được bổ nhiệm làm CBE năm 1946, được phong tước năm 1957 và được bổ nhiệm vào Huân chương Công trạng năm 1971. Ông là Chủ tịch của Học viện Anh từ năm 1974 đến 1978. Ông cũng đã nhận được giải thưởng Jerusalem năm 1979 vì bảo vệ quyền tự do dân sự suốt đời và vào ngày 25 tháng 11 năm 1994, ông đã nhận được bằng danh dự của Tiến sĩ Luật tại Đại học Toronto, nhân dịp này ông đã chuẩn bị một "bài viết ngắn" (như ông gọi nó là trong một lá thư cho một người bạn), bây giờ được gọi là "Thông điệp cho thế kỷ hai mươi", được đọc thay mặt ông tại buổi lễ.
Một bài giảng hàng năm của Isaiah Berlin được tổ chức tại Giáo đường Hampstead, tại Đại học Wolfson, Oxford, tại Học viện Anh và tại thành phố Riga. Công trình của Berlin về lý thuyết tự do và chủ nghĩa đa nguyên giá trị, cũng như sự phản đối của ông đối với chủ nghĩa Mác và chủ nghĩa cộng sản, đã có một ảnh hưởng lâu dài. Trong cáo phó của ông, The Independent tuyên bố rằng:
Isaiah Berlin thường được mô tả, đặc biệt là khi về già, bằng các tính từ cực đại: người nói chuyện vĩ đại nhất thế giới, người đọc truyền cảm hứng nhất thế kỷ, một trong những bộ óc tốt nhất của thời đại chúng ta [...]. Ở đây không còn nghi ngờ gì nữa, ông đã chỉ ra nhiều hơn một hướng những khả năng lớn bất ngờ mở ra cho chúng ta ở đầu cuối của phạm vi tiềm năng của con người.

### Sách
- The Book of Isaiah: Personal Impressions of Isaiah Berlin Lưu trữ ngày 1 tháng 8 năm 2009 tại Wayback Machine edited by Henry Hardy, The Boydell Press, Woodbridge, 2009.
- John Gray. Isaiah Berlin, Princeton: Princeton University Press, 1996. ISBN 0-691-04824-X.
- Charles Blattberg, From Pluralist to Patriotic Politics: Putting Practice First, Oxford and New York: Oxford University Press, 2000. ISBN 0-19-829688-6. A critique of Berlin's value pluralism. Blattberg has also criticised Berlin for taking politics "too seriously."
- George Crowder, Isaiah Berlin: Liberty and Pluralism, Cambridge: Polity Press, 2004. ISBN 0-7456-2476-6.
- Claude Galipeau, Isaiah Berlin's Liberalism, Oxford: Clarendon Press, 1994. ISBN 0-19-827868-3.
- Laurence Brockliss and Ritchie Robertson (eds.), ''Isaiah Berlin and the Enlightenment'', Oxford: Oxford University Press, 2016.

### Bài báo
- Sir Isaiah Berlin – May He Rest in Peace.
- A tribute to Isaiah Berlin & A conversation with Isaiah Berlin on The Philosopher's Zone, ABC, 6 & ngày 13 tháng 6 năm 2009.
- Isaiah Berlin and the history of ideas.
- The Isaiah Berlin Virtual Library, Wolfson College, Oxford.
- A podcast interview with Henry Hardy on Berlin's pluralism.
- A recording of the last of Berlin's Mellon Lectures, Wolfson College, Oxford.
- Biographical information on Sir Isaiah Berlin.
- A section from the last essay written by Isaiah Berlin, The New York Review of Books, Vol. XLV, Number 8 (1998).
- Ned O'Gorman, 'My dinners with Isaiah: the music of a philosopher's life – Sir Isaiah Berlin' – includes related article on Isaiah Berlin's commitment to ideals of genuine understanding over intellectual mastery, Commonweal, ngày 14 tháng 8 năm 1998.
- Tribute from the Chief Rabbi at his funeral.
- Anecdote from Wolfson College's tribute page.
- Hywel Williams: An English liberal stooge.
- Letter to Berlin from Tony Blair, ngày 23 tháng 10 năm 1997.
- Assaf Inbari, "The Spectacles of Isaiah Berlin", Azure (Spring 2006).
- Obituary by Henry Hardy.
- Joshua Cherniss, 'Isaiah Berlin: A Defence', in the Oxonian Review
- Joshua Cherniss, 'Freedom and Philosophers', review of Freedom and its Betrayal in the Oxonian Review
- Isaiah Berlin, Beyond the Wit, Evan R. Goldstein.
- Berlin archive and author page from The New York Review of Books.